# Schloss Aspach

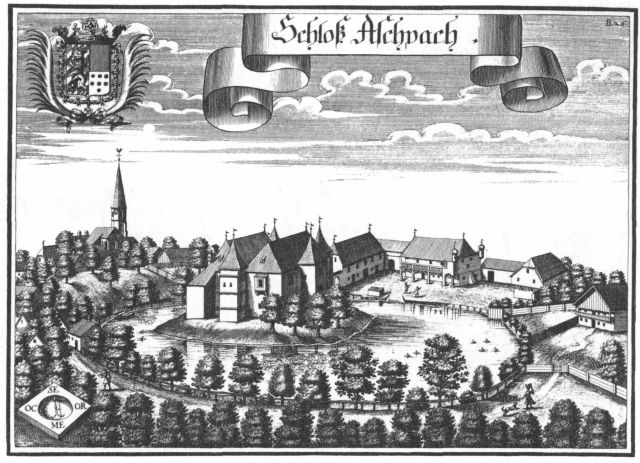
Schloss Aspach, Kupferstich von Michael Wening, 1721

Schloss Aspach war ein Wasserschloss in der Marktgemeinde Aspach im Bezirk Braunau am Inn.

## Geschichte

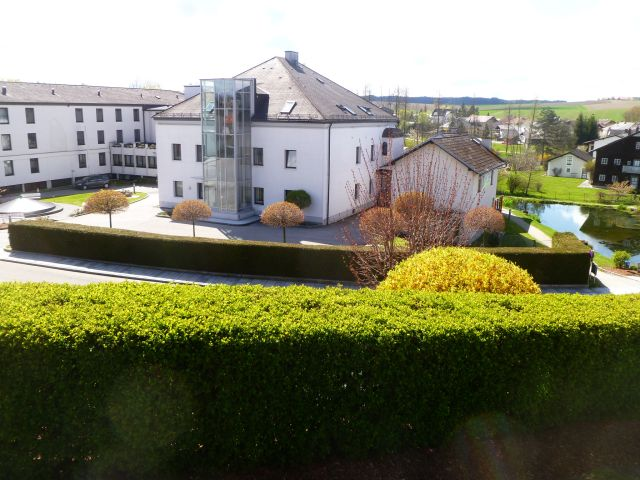
Kneippkuranlage Aspach an der Stelle von Schloss Aspach

Während sich die erste urkundliche Erwähnung von Aspach auf das Jahr 1067 zurückdatieren lässt, als Passau das Chorherrenstift gründete, ist ein Robertus von Aspah erst ab 1140 nachzuweisen. Ein Sitz in Aspach ist seit mindestens 1465 bezeugt. Damals verkaufte Wolfgang der Hohentanner seinen Ansitz den Brüdern Wilhelm und Heinrich die Dachsberger (Daxberger). Allerdings siegelte auch ein Hanns der Dachsberger in einer Verkaufsurkunde von 1439 als Grundherr zu Aspach, sodass davon auszugehen ist, dass in Aspach sowohl ein Sitz der Tannberger wie auch der Dachsberger bestanden hat. Letzte Dachsbergerin war Anna Juliana, verehelichte Gräfin von Wartenberg. Mit ihr starben die Dachsberger am 3. Juli 1654 aus. Ihnen folgten die verschwägerten Grafen von Wartenberg. Durch eine Heirat einer Wartenbergerin kam Aspach an die Grafen von Alten-Franking, denen auch das Schloss Hueb gehörte. Seit damals haben in beiden Ansitzen immer die gleichen Besitzer gewechselt. Um 1721 war Aspach noch ein stark befestigtes, mit Türmen versehenes und von einem Wassergraben umgebenes Schloss mit einer Reihe dazugehöriger bäuerlicher Anwesen.
Vor dem Ende der Grundherrschaft 1839 wurde Aspach in private Hände verkauft. Der Besitzer Raschhofer baute 1835 das Schloss zu einem Gasthaus um. Danach folgten noch folgende Eigentümer: Freiherr von Lerchenfeld, von Prennberg, Gräfin Rogalla von Preysing und Rudolf Zwink. Letzterer verkaufte den Besitz 1898 an die Dr.-Lechner-Stiftung, ehe dieser später in den Besitz der Marienschwestern vom Karmel überging. Während des Zweiten Weltkrieges diente Aspach als Heim für Evakuierte.

## Wasserschloss Aspach heute

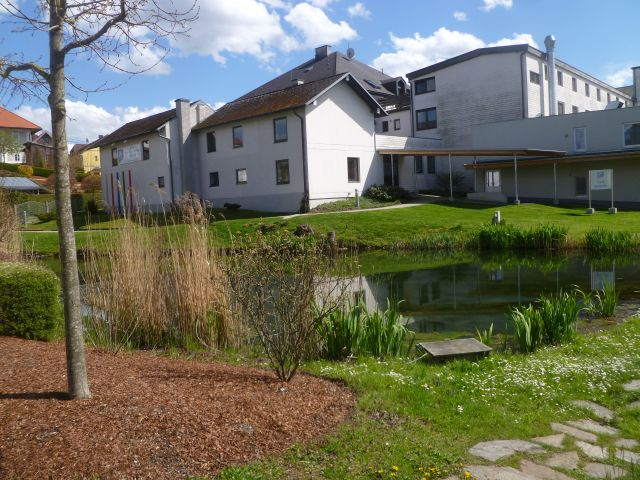
Kneippkuranlage Aspach mit Teichrest des früheren Wasserschlosses

Von dem Wasserschloss ist – wenn man von dem kleinen Teich vor dem Gebäude absieht – so gut wie nichts mehr erhalten. Das Gebäude des Kneippkurhauses, bis November 2017 von den Marienschwestern vom Karmel betrieben, wurde nämlich 1920 über dem alten Schloss errichtet. Das ansehnliche Wasserschloss und damit ein Teil der Geschichte Aspachs ist zugunsten eines schmucklosen Zweckbaues verschwunden. 2021 entschloss sich die Gemeinde, den letzten Rest des historischen Burggrabens zuzuschütten.